# Cottica (Fluss)
Der Cottica (Sranan Tongo: Kotika-liba; liba = „Fluss“) ist ein Fluss im Norden von Suriname, in den Distrikten Marowijne und Commewijne.
Er entspringt in den Hügeln südlich der Kleinstadt Moengo. Bei Moengo nimmt der Obere Cottica den Patamaccakreek  und den Ricanaukreek auf. Hier überquert eine Brücke der sog. Ost-West-Verbindung den Fluss. Nordwärts fließend nimmt der Cottica den Coermotibo auf, der mit dem linken Seitenlauf des Marowijne, dem Wanekreek, zwischen den Stromgebieten des Cottica und Marowijne eine Bifurkation (Flussgabelung) bildet. Diese Bifurkation ist mit kleinen Booten befahrbar und wird auch zum Holzflößen genutzt. In der sog. Jungen Küstenebene, stromaufwärts beim Marrondorf Tamarin, wendet sich der Cottica nach Westen. Er hat hier früher wahrscheinlich den Atlantik erreicht. Westwärts fließend steht der Fluss unterhalb des Marrondorfes Wanhatti durch den Oranje- und Motkreek mit dem Atlantik in Verbindung. 
Auf der Grenze zum Distrikt Commewijne nimmt der Cottica den linken Nebenfluss Pericakreek auf. Nach weiteren ca. 20 km durch den Distrikt Commewijne mündet der Cottica oberhalb der Plantage Alliance in den Commewijne.
Das Einzugsgebiet umfasst ca. 2900 km².